# Cimitero monumentale di Mantova
Il cimitero monumentale di Mantova, detto anche cimitero monumentale Borgo Angeli, è il principale camposanto della città lombarda. Ha l'entrata lungo la via Cremona.

## Storia
La crescente preoccupazione per le condizioni igieniche spinsero il governo austriaco di chiudere i sepolcri interni alle chiese e alla città, e a promuovere l'apertura di cimiteri extraurbani. Dopo un carteggio tra le autorità competenti, l'area prescelta fu individuata nei pressi del monastero di San Vito, fuori Porta San Giorgio, dove nel 1790 venne aperto il primo cimitero pubblico. Tuttavia il nuovo camposanto non ebbe subito un grande successo, in quanto i cittadini continuavano a preferire le sepolture presso le chiese cittadine ed il nuovo cimitero accolse per lo più poveri e senza tetto.
Nel 1797, il comandante in capo dell'esercito napoleonico, il generale francese Sextius Alexandre François de Miollis, ordinò la soppressione e lo smantellamento immediati dei cimiteri cittadini presenti in città. Il sito idoneo per la costruzione di un nuovo cimitero, più grande di quello realizzato fuori porta san Giorgio, venne individuato sulla strada che collega Mantova con Cremona, ovvero che oggi è, per l'appunto, la via Cremona, nei pressi di Borgo Angeli. La Municipalità acquistò il cosiddetto fondo di San Lazzaro dai fratelli Ferdinando e Marco Antonio Compagnoni nell'agosto dello stesso anno.
Il cimitero venne realizzato in tempi pressoché rapidi, ma necessitando di continui ampliamenti presentò per diverso tempo un aspetto incompiuto e poco decoroso; soltanto nel 1904, l'architetto Ernesto Pirovano fu incaricato a realizzare ulteriori ampliamenti oltre alla costruzione della nuova facciata del cimitero, vincendo inoltre il premio Reale di Architettura all'Esposizione internazionale di Milano nel 1906. Il progetto prevedeva la realizzazione di una struttura monumentale, con gallerie, cappelle e gradinate, decorate secondo l'imperante e prezioso gusto Liberty; questi lavori di ampliamento iniziarono nel 1919. Nel 1928 vennero realizzate alcune campate delle gallerie di ponente, perciò fu necessario apportare delle modifiche che si rivelarono eccessivamente impegnative ed economicamente onerose per la città. Di conseguenza, il nuovo progetto perse la precedente grandiosità ma acquisì il pregio di una severa e solenne semplicità; i lavori furono ripresi nel 1937 e si conclusero l'anno successivo.

## Personalità note
Fra i personaggi di un certo rilievo, vi sono sepolti: l'arpista Clelia Gatti Aldrovandi, lo psicologo Roberto Ardigò, il musicista Lucio Campiani, il ciclista Learco Guerra, il pittore Giuseppe Guindani, i genitori dello scrittore e patriota Ippolito Nievo, disperso nel mar Tirreno nel naufragio del piroscafo Ercole, il pilota Tazio Nuvolari, il giornalista e politico Paride Suzzara Verdi.